# Campeonato de Primera División 2019 (Futsal)
El Campeonato de Primera División 2019, conocido como Primera División de Honor 2019, es la trigésimo cuarta temporada y el 54° torneo de la Primera División del fútsal argentino.
Los nuevos participantes son los dos equipos ascendidos de la Primera B 2018: Racing, que volvió a la categoría tras una temporada, y Sindicato de Empleados de Comercio de Lanús y Avellaneda (SECLA), que hizo su debut en la categoría.
Consagró a San Lorenzo de Almagro como campeón por octava vez en su historia, tras vencer en la final a Boca Juniors, y bicampeón al defender el título de 2018, y se clasificó a la Copa Libertadores de Futsal 2020 y disputará la Supercopa Argentina 2019.
Esta edición estuvo marcada particularmente por el primer descenso del Club Atlético River Plate, que perdió la categoría luego de permanecer, ininterrumpidamente, 33 años en Primera División; y el segundo descenso del Club Atlético Independiente.

## Ascensos y descensos
| Torneo | Descendidos de la Primera División 2018 |
| ------ | --------------------------------------- |
| P.O.   | Glorias                                 |
| 16.°   | Jorge Newbery                           |

| Torneo | Ascendidos a la Primera División 2019                    |
| ------ | -------------------------------------------------------- |
| 1.°    | Racing                                                   |
| Red.   | Sindicato de Empleados de Comercio de Lanús y Avellaneda |

- De esta manera, el número de equipos participantes se mantuvo en 16.

## Equipos participantes
| Club                                                     | Barrio / Localidad | Distrito                  |
| -------------------------------------------------------- | ------------------ | ------------------------- |
| 17 de Agosto                                             | Villa Pueyrredón   | Ciudad de Buenos Aires    |
| América del Sud                                          | Parque Avellaneda  | Ciudad de Buenos Aires    |
| Barracas Central                                         | Barracas           | Ciudad de Buenos Aires    |
| Boca Juniors                                             | La Boca            | Ciudad de Buenos Aires    |
| El Talar                                                 | Agronomía          | Ciudad de Buenos Aires    |
| Ferro Carril Oeste                                       | Caballito          | Ciudad de Buenos Aires    |
| Kimberley                                                | Villa Devoto       | Ciudad de Buenos Aires    |
| Pinocho                                                  | Villa Urquiza      | Ciudad de Buenos Aires    |
| River Plate                                              | Núñez              | Ciudad de Buenos Aires    |
| San Lorenzo                                              | Boedo              | Ciudad de Buenos Aires    |
| Banfield                                                 | Banfield           | Provincia de Buenos Aires |
| Independiente                                            | Avellaneda         | Provincia de Buenos Aires |
| Racing Club                                              | Avellaneda         | Provincia de Buenos Aires |
| Sindicato de Empleados de Comercio de Lanús y Avellaneda | Avellaneda         | Provincia de Buenos Aires |
| Hebraica                                                 | Pilar              | Provincia de Buenos Aires |
| Villa La Ñata                                            | Dique Luján        | Provincia de Buenos Aires |

## Formato
Los 16 equipos se enfrentaron bajo el sistema de todos contra todos a dos ruedas. Los primeros 8 posicionados clasificaron a la Fase final
La Fase final inició con enfrentamientos al mejor de 3 partidos, en caso de que un equipo gane los primeros 2 partidos se omitía el tercero. En caso de empate en algún encuentro, se definía por penaltis. El vencedor de la final se consagró campeón.

### Descensos
El torneo otorgó 2 descensos, uno directo para el peor posicionado en la tabla de posiciones, mientras que el segundo descenso fue para el perdedor de la promoción entre los peores posicionados exceptuando al último puesto.

## Tabla de posiciones
| Pos. | Equipo                                                   | Pts. | PJ | PG | PE | PP | GF  | GC  | Dif. |
| ---- | -------------------------------------------------------- | ---- | -- | -- | -- | -- | --- | --- | ---- |
| 1.º  | Boca Juniors                                             | 63   | 30 | 20 | 3  | 7  | 113 | 55  | 58   |
| 2.º  | San Lorenzo de Almagro                                   | 55   | 30 | 17 | 4  | 9  | 82  | 67  | 15   |
| 3.º  | Barracas Central                                         | 54   | 30 | 15 | 9  | 6  | 102 | 85  | 17   |
| 4.º  | Hebraica                                                 | 49   | 30 | 15 | 4  | 11 | 116 | 98  | 18   |
| 5.º  | 17 de Agosto                                             | 48   | 30 | 15 | 3  | 12 | 112 | 107 | 5    |
| 6.º  | Racing                                                   | 47   | 30 | 13 | 8  | 9  | 101 | 92  | 9    |
| 7.º  | Pinocho                                                  | 45   | 30 | 13 | 6  | 11 | 86  | 77  | 9    |
| 8.º  | El Talar                                                 | 45   | 30 | 13 | 6  | 11 | 73  | 87  | −14  |
| 9.º  | Sindicato de Empleados de Comercio de Lanús y Avellaneda | 40   | 30 | 12 | 4  | 14 | 81  | 85  | −4   |
| 10.º | Kimberley                                                | 39   | 30 | 11 | 6  | 13 | 72  | 81  | −9   |
| 11.º | América del Sud                                          | 38   | 30 | 11 | 5  | 14 | 100 | 92  | 8    |
| 12.º | Ferro Carril Oeste                                       | 36   | 30 | 10 | 6  | 14 | 82  | 104 | −22  |
| 13.º | Banfield                                                 | 33   | 30 | 8  | 9  | 13 | 69  | 74  | −5   |
| 14.º | Villa La Ñata                                            | 32   | 30 | 7  | 11 | 12 | 101 | 124 | −23  |
| 15.º | Independiente                                            | 26   | 30 | 6  | 8  | 16 | 62  | 96  | −34  |
| 16.º | River Plate                                              | 21   | 30 | 5  | 6  | 19 | 56  | 84  | −28  |

|  | Clasifica a la fase final.    |
|  | Clasifica a la Copa de Plata. |
|  | Juega la promoción.           |
|  | Desciende a la Primera B.     |

## Fase final
|  | Cuartos de final | Cuartos de final       | Cuartos de final       | Cuartos de final       | Cuartos de final |              |                        | Semifinales            | Semifinales | Semifinales | Semifinales |  |              | Final        | Final | Final | Final | Final |  |
|  |                  |                        |                        |                        |                  |              |                        |                        |             |             |             |  |              |              |       |       |       |       |  |
|  |                  |                        |                        |                        |                  |              |                        |                        |             |             |             |  |              |              |       |       |       |       |  |
|  | 1°               | Boca Juniors           | 9                      | 3 (3)                  |                  |              |                        |                        |             |             |             |  |              |              |       |       |       |       |  |
|  | 1°               | Boca Juniors           | 9                      | 3 (3)                  |                  |              |                        |                        |             |             |             |  |              |              |       |       |       |       |  |
|  | 8°               | El Talar               | 1                      | 3 (1)                  |                  |              |                        |                        |             |             |             |  |              |              |       |       |       |       |  |
|  | 8°               | El Talar               | 1                      | 3 (1)                  |                  | Boca Juniors | Boca Juniors           | 7                      | 6           |             |             |  |              |              |       |       |       |       |  |
|  |                  |                        |                        |                        |                  | Boca Juniors | Boca Juniors           | 7                      | 6           |             |             |  |              |              |       |       |       |       |  |
|  |                  |                        | Racing                 | Racing                 | 3                | 4            |                        |                        |             |             |             |  |              |              |       |       |       |       |  |
|  | 3°               | Barracas Central       | Racing                 | Racing                 | 3                | 4            | 3                      | 1                      | 2 (4)       |             |             |  |              |              |       |       |       |       |  |
|  | 3°               | Barracas Central       |                        |                        |                  |              |                        |                        | 2 (4)       |             |             |  |              |              |       |       |       |       |  |
|  | 6°               | Racing                 | 0                      | 3                      | 2 (5)            |              |                        |                        |             |             |             |  |              |              |       |       |       |       |  |
|  | 6°               | Racing                 | 0                      | 3                      | 2 (5)            |              |                        |                        |             |             |             |  | Boca Juniors | Boca Juniors | 4     | 1     | 2 (5) |       |  |
|  |                  |                        |                        |                        |                  |              |                        |                        |             |             |             |  | Boca Juniors | Boca Juniors | 4     | 1     | 2 (5) |       |  |
|  |                  |                        | San Lorenzo de Almagro | San Lorenzo de Almagro | 7                | 0            | 2 (6)                  |                        |             |             |             |  |              |              |       |       |       |       |  |
|  | 2°               | San Lorenzo de Almagro | San Lorenzo de Almagro | San Lorenzo de Almagro | 7                | 0            | 2 (6)                  | 1                      | 3           | 2 (4)       |             |  |              |              |       |       |       |       |  |
|  | 2°               | San Lorenzo de Almagro |                        |                        |                  |              |                        |                        | 3           | 2 (4)       |             |  |              |              |       |       |       |       |  |
|  | 7°               | Pinocho                | 3                      | 1                      | 2 (3)            |              |                        |                        |             |             |             |  |              |              |       |       |       |       |  |
|  | 7°               | Pinocho                | 3                      | 1                      | 2 (3)            |              | San Lorenzo de Almagro | San Lorenzo de Almagro | 3 (4)       | 5           |             |  |              |              |       |       |       |       |  |
|  |                  |                        |                        |                        |                  |              | San Lorenzo de Almagro | San Lorenzo de Almagro | 3 (4)       | 5           |             |  |              |              |       |       |       |       |  |
|  |                  |                        | Hebraica               | Hebraica               | 3 (3)            | 4            |                        |                        |             |             |             |  |              |              |       |       |       |       |  |
|  | 4°               | Hebraica               | Hebraica               | Hebraica               | 3 (3)            | 4            | 4 (1)                  | 4                      | 4           |             |             |  |              |              |       |       |       |       |  |
|  | 4°               | Hebraica               |                        |                        |                  |              |                        |                        | 4           |             |             |  |              |              |       |       |       |       |  |
|  | 5°               | 17 de Agosto           | 4 (3)                  | 3                      | 2                |              |                        |                        |             |             |             |  |              |              |       |       |       |       |  |
|  | 5°               | 17 de Agosto           | 4 (3)                  | 3                      | 2                |              |                        |                        |             |             |             |  |              |              |       |       |       |       |  |
|  |                  |                        |                        |                        |                  |              |                        |                        |             |             |             |  |              |              |       |       |       |       |  |

|                                           |
|                                           |
| Campeón San Lorenzo de Almagro 8.º título |